# Oza-Cesuras

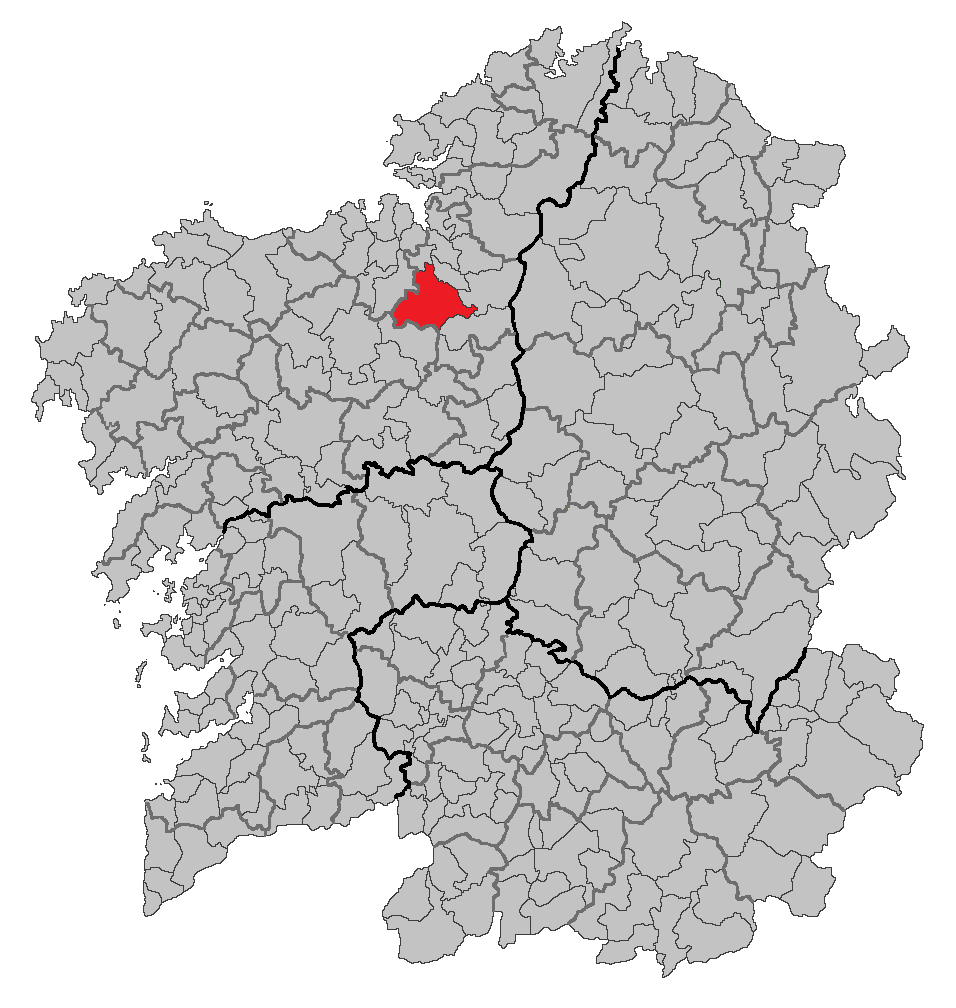
Localização de Oza-Cesuras

Oza-Cesuras é um município da Espanha na província 
da Corunha, comunidade autónoma da Galiza, de área 151,8 km² com população de 5401 habitantes (2012) e densidade populacional de 35,58 hab/km².
O município criou-se o 6 de junho do 2013, a partires da fusão dos municípios de Oza dos Ríos e Cesuras.